# MOS транзистор
MOS транзистор (на английски: metal oxide semiconductor – метал-оксид-полупроводник) е полеви транзистор с изолиран гейт. При полевия транзистор действието се основава на преместването на основните токоносители. При MOS транзистора управляващият електрод е изолиран от канала и от целия прибор с тънък слой силициев диоксид. Има много голямо входно съпротивление, а действието му се основава на изменението на проводимостта на повърхностния слой под действието на електрическото поле.
MOS транзисторите биват два вида – транзистори с индуциран канал и транзистори с вграден канал. Транзисторите с р-подложка не се използват заради малкото им бързодействие и ниска шумоустойчивост.
Този вид транзистори са широко използвани в цифровата схемотехника.